# 施泰因塔莱本
施泰因塔莱本（德語：Steinthaleben，發音：[ˈʃtaɪntaˌleːbn̩]）是德国图林根州基夫霍伊瑟县曾经的一个市镇，面积30.88平方千米，2010人口为477人。2012年12月31日，施泰因塔莱本与另外7个市镇合并为新市镇基夫霍伊瑟兰。